# Kinnabus
Kinnabus, auch Kinabus, schottisch-gälisch: Cionnabus, ist eine kleine Streusiedlung auf der schottischen Hebrideninsel Islay. Sie befindet sich etwa acht Kilometer südwestlich des Fährhafens Port Ellen und 17 km südlich der Inselhauptstadt Bowmore im Süden der Halbinsel Oa. Wenige hundert Meter östlich liegt der See Loch Kinnabus. Die nächstgelegenen Siedlungen sind das 800 beziehungsweise 1600 m südwestlich beziehungsweise westlich gelegene Upper und Lower Killeyan sowie das 2,5 km nordöstlich befindliche Coillabus.

## Beschreibung
Kinnabus besteht heute nur noch aus wenigen bewohnten, landwirtschaftlich genutzten Häusern. Im Jahre 1861 wurden in Kinnabus noch 33 Personen gezählt, die sich auf sieben Familien aufteilten. Wenige hundert Meter nordöstlich der Siedlung befindet sich ein Stehender Stein. Dieser besteht aus Schiefer, ist 1,90 m und besitzt eine Grundfläche von 70 × 40 cm. Möglicherweise befinden sich in Loch Kinnabus drei Cairns, die bei niedrigem Wasserstand auftauchen. Einer wird als Carn Daibhidh (Davids Cairn) bezeichnet und konnte bei jüngeren Untersuchungen nicht gesichtet werden, weshalb seine Existenz als zweifelhaft anzusehen ist. Zwei weitere Cairns sollen ebenfalls bei niedrigem Wasserstand sichtbar werden. Sie tauchen als zwei nebeneinanderliegende Insel auf, die über Trittsteine miteinander verbunden sind, und werden als Carn Na h-Airde Duibhe (Cairn am schwarzen Ort) bezeichnet. Bei Untersuchungen in den Jahren 1977 und 1978 wurden die auftauchend Objekte jedoch für natürliche Felsinseln gehalten, sodass auch für die Existenz dieser Cairns keine Bestätigung existiert.